# Ohrazeníčko
Ohrazeníčko (do roku 1950 Německé Ohrazení) je malá vesnice, část městyse Ledenice v okrese České Budějovice v Jihočeském kraji. Nachází se asi 2,5 kilometru západně od Ledenic. Ohrazeníčko leží v katastrálním území Zborov o výměře 12,43 km².

## Historie
První písemná zmínka o vesnici pochází z roku 1486.

## Obyvatelstvo
| Rok            | 1869 | 1880 | 1890 | 1900 | 1910 | 1921 | 1930 | 1950 | 1961 | 1970 | 1980 | 1991 | 2001 | 2011 | 2021 |
| -------------- | ---- | ---- | ---- | ---- | ---- | ---- | ---- | ---- | ---- | ---- | ---- | ---- | ---- | ---- | ---- |
| Počet obyvatel | 85   | 98   | 107  | 111  | 122  | 146  | 133  | 77   | 98   | 85   | 31   | 51   | 43   | 70   | 96   |
| Počet domů     | 15   | 16   | 16   | 14   | 15   | 12   | 15   | 14   | 14   | 19   | 11   | 20   | 18   | 22   | 31   |

## Obecní správa
Při sčítání lidu v letech 1850–1975 Ohrazeníčko bylo osadou obce Zborov, se kterým patřilo nejprve do okresu České Budějovice (v letech 1850–1910 Budějovice), ale v roce 1950 v okrese České Budějovice-okolí a od roku 1960 opět v okrese České Budějovice. Od 1. ledna 1976 je částí městyse Ledenice v okrese České Budějovice.